# Leichtathletik-Länderkampf der Männer 1934 Deutschland – Schweiz
| 3. Leichtathletik-Länderkampf mit deutscher Beteiligung 1934 | 3. Leichtathletik-Länderkampf mit deutscher Beteiligung 1934 |
| ------------------------------------------------------------ | ------------------------------------------------------------ |
|                                                              |                                                              |
| Ländervergleich der Männer: Deutschland – Schweiz            |                                                              |
| Austragungsort                                               | Stuttgart                                                    |
| Wettbewerbe                                                  | 15                                                           |
| Datum                                                        | 19. August 1934                                              |
| 1. GER 2. SUI                                                | 88 Punkte 50 Punkte                                          |
| Chronik                                                      |                                                              |
| ← GER-JPN (F)                                                | SWE-GER (M) →                                                |

Im dritten Vergleich des Leichtathletik-Länderkampfjahrs 1934 wurde die alljährliche Begegnung der deutschen Männer mit der Schweiz ausgetragen. Es war der vierzehnte Länderkampf der beiden Nationen. Gastgeber am 19. August war diesmal die deutsche Stadt Stuttgart. Seinen insgesamt 32. Länderkampf beendete das deutsche Team mit einem weiteren Sieg. Der Endstand war mit 88 zu 50 Punkten auch wieder sehr klar.

## Modus
Die Wertung wurde gestaltet wie gewohnt in den Begegnungen der beiden Teams und wich in den Einzeldisziplinen damit ab vom später standardisierten System: Pl. 1: 4 P, Pl. 2: 3 P., …, Pl. 4: 1 P. In den Staffeln erhielt das erstplatzierte Team 3, die Staffel auf Platz zwei 1 P.

## Ergebnis
Das Schweizer Team konnte mit dem Rennen über 1500 Meter eine Mittelstrecke, das Langstreckenrennen über 5000 Meter sowie den Stabhochsprung für sich entscheiden. Alle anderen zwölf Disziplinen gingen an die deutsche Mannschaft, die damit wieder sehr deutlich vorne lag.

## Resultate

### 100 m
| Platz | Athlet           | Land | Zeit (s) |
| ----- | ---------------- | ---- | -------- |
| 1     | Erich Borchmeyer | GER  | 10,5     |
| 2     | Paul Hänni       | SUI  | 10,6     |
| 3     | Gerd Hornberger  | GER  | 10,7     |
| 4     | Albert Jud       | SUI  | 10,9     |

### 200 m
| Platz | Athlet           | Land | Zeit (s) |
| ----- | ---------------- | ---- | -------- |
| 1     | Erich Borchmeyer | GER  | 21,5     |
| 2     | Gerd Hornberger  | GER  | 21,7     |
| 3     | Paul Hänni       | SUI  | 21,9     |
| 4     | Albert Jud       | SUI  | 22,0     |

### 400 m
| Platz | Athlet         | Land | Zeit (s) |
| ----- | -------------- | ---- | -------- |
| 1     | Adolf Metzner  | GER  | 48.5     |
| 2     | Wilhelm Single | GER  | 49,3     |
| 3     | Max Vogel      | SUI  | 49,7     |
| 4     | Edi Waldvogel  | SUI  | 51,6     |

### 800 m
| Platz | Athlet       | Land | Zeit (min) |
| ----- | ------------ | ---- | ---------- |
| 1     | Alwin Paul   | GER  | 1:55,6     |
| 2     | Max Danz     | GER  | 1:55,9     |
| 3     | Raymond Lanz | SUI  | 2:00,0     |
| 4     | Hans Schuler | SUI  | 2:01,0     |

### 1500 m
| Platz | Athlet         | Land | Zeit (min) |
| ----- | -------------- | ---- | ---------- |
| 1     | Paul Martin    | SUI  | 3:58,1     |
| 2     | Edmund Stadler | GER  | 3:58,3     |
| 3     | Otto Eitel     | GER  | 3:59,0     |
| 4     | Plüß           | SUI  | 4:01,6     |

### 5000 m
| Platz | Athlet         | Land | Zeit (min) |
| ----- | -------------- | ---- | ---------- |
| 1     | Schatzmann     | SUI  | 15:47,4    |
| 2     | Richard Blösch | GER  | 15:49,4    |
| 3     | Heinrich Haag  | GER  | 16:00,0    |
| 4     | Kübler         | SUI  | 16:06,0    |

### 110 m Hürden
| Platz | Athlet             | Land | Zeit (s) |
| ----- | ------------------ | ---- | -------- |
| 1     | Willi Welscher     | GER  | 15,0     |
| 2     | Erich Schwethelm   | GER  | 15,5     |
| 3     | René Kunz          | SUI  | 15,6     |
| 4     | Rudolf Eggenberger | SUI  | 15,7     |

### 4 × 100 m Staffel
| Platz | Besetzung       | Land                                                         | Zeit (s) |
| ----- | --------------- | ------------------------------------------------------------ | -------- |
| 1     | Deutsches Reich | Artur Bäumle Willi Welscher Gerd Hornberger Erich Borchmeyer | 42,9     |
| 2     | Schweiz         | Albert Jud Rudi Mayer Jean Studer Paul Hänni                 | 43,0     |

### 4 × 400 m Staffel
| Platz | Besetzung       | Land                                                   | Zeit (min) |
| ----- | --------------- | ------------------------------------------------------ | ---------- |
| 1     | Deutsches Reich | Alwin Paul Walther Tripps Wilhelm Single Adolf Metzner | 3:19,5     |
| 2     | Schweiz         | Max Vogel Rudi Mayer Edi Waldvogel Ramseyer            | 3:23,8     |

### Hochsprung
| Platz | Athlet       | Land | Höhe (m) |
| ----- | ------------ | ---- | -------- |
| 1     | Hans Haag    | GER  | 1,87     |
| 2     | Wolf Boneder | GER  | 1,80     |
| 2     | Armin Guhl   | SUI  | 1,80     |
| 4     | Bührer       | SUI  | 1,75     |

### Stabhochsprung
| Platz | Athlet        | Land | Höhe (m) |
| ----- | ------------- | ---- | -------- |
| 1     | Adolf Meyer   | SUI  | 3,80     |
| 1     | Julius Müller | GER  | 3,80     |
| 3     | Adolf Waibel  | GER  | 3,50     |
| 4     | Geisinger     | SUI  | 3,40     |

### Weitsprung
| Platz | Athlet       | Land | Weite (m) |
| ----- | ------------ | ---- | --------- |
| 1     | Erwin Scheck | GER  | 7,27      |
| 2     | Artur Bäumle | GER  | 7,20      |
| 3     | Jean Studer  | SUI  | 7,16      |
| 4     | E. Martin    | SUI  | 6,76      |

### Kugelstoßen
| Platz | Athlet                | Land | Weite (m) |
| ----- | --------------------- | ---- | --------- |
| 1     | Hans-Heinrich Sievert | GER  | 14,66     |
| 2     | Wilhelm Schneider     | GER  | 14,42     |
| 3     | Spartaco Zeli         | SUI  | 12,87     |
| 4     | Leonhardt             | SUI  | 12,29     |

### Diskuswurf
| Platz | Athlet                | Land | Weite (m) |
| ----- | --------------------- | ---- | --------- |
| 1     | Hans-Heinrich Sievert | GER  | 46,16     |
| 2     | Otto Würfelsdobler    | GER  | 43,39     |
| 3     | Ernst Bachmann        | SUI  | 42,33     |
| 4     | Armin Guhl            | SUI  | 41,81     |

### Speerwurf
| Platz | Athlet                | Land | Weite (m) |
| ----- | --------------------- | ---- | --------- |
| 1     | Erwin Huber           | GER  | 58,30     |
| 2     | von Arx               | SUI  | 57,58     |
| 3     | Jack Schumacher       | SUI  | 56,65     |
| 4     | Hans-Heinrich Sievert | GER  | 56,13     |